# Matthias Russ
Matthias Russ (Reutlingen, 14 de noviembre de 1983) es un ciclista alemán ya retirado.
Debutó en 2005 con el equipo Gerolsteiner .Tras la desaparición del equipo Team Milram en 2010, se quedó sin equipo y optó por poner fin a su carrera como ciclista. Tras la retirada retomó sus estudios de ingeniería mecánica.

## Palmarés
2006
- 1 etapa del Regio-Tour

## Resultados en Grandes Vueltas
| Carrera | Carrera         | 2005 | 2006 | 2007 | 2008 | 2009 | 2010 |
| ------- | --------------- | ---- | ---- | ---- | ---- | ---- | ---- |
|         | Giro de Italia  | —    | 74.º | 54.º | Ab.  | Ab.  | 84.º |
|         | Tour de Francia | —    | —    | —    | —    | —    | —    |
|         | Vuelta a España | Ab.  | —    | —    | —    | 90.º | —    |

—: no participa

Ab.: abandono